# Karsten Heine
Karsten Heine (ur. 6 kwietnia 1955 w Berlinie Wschodnim) – niemiecki piłkarz występujący na pozycji pomocnika. Trener piłkarski.

## Kariera piłkarska
Heine jako junior grał w zespołach GSG Köpenick oraz 1. FC Union Berlin, do którego trafił w 1969 roku. W 1973 roku został włączony do jego pierwszej drużyny, grającej w DDR-Lidze. W 1976 roku awansował z zespołem do DDR-Oberligi. W 1980 roku wrócił z nim do DDR-Ligi. W Union spędził jeszcze dwa lata. W 1983 roku został graczem innego zespołu DDR-Ligi, BSG Stahl Brandenburg. W 1984 roku awansował z nim do DDR-Oberligi. W 1985 roku wrócił do Unionu, również występującego w tej lidze. W 1986 roku odszedł z tego klubu. Potem grał jeszcze w BSG WBK Berlin, gdzie w 1987 roku zakończył karierę.

## Kariera trenerska
Heine karierę rozpoczął jako grający trener BSG WBK Berlin. W 1988 roku został szkoleniowcem zespołu 1. FC Union Berlin z DDR-Oberligi. Prowadził go do kwietnia 1990 roku. Następnie został asystentem trenera Herthy BSC, grającej w Bundeslidze. 28 maja 1991 roku objął stanowisko jej tymczasowego trenera. Do końca sezonu 1990/1991 Herthę, która spadła do 2. Bundesligi, poprowadził w trzech spotkaniach.
Potem Heine pozostał w Hercie, ale powrócił do roli asystenta. W marcu 1994 roku ponownie został jej pierwszym trenerem. Do końca 1995 roku prowadził ją w rozgrywkach 2. Bundesligi. Następnie był szkoleniowcem zespołów 1. FC Union Berlin oraz SV Babelsberg 03.
W 2004 roku został trenerem rezerw Herthy. W kwietniu 2007 roku ponownie został jej tymczasowym szkoleniowcem. Tym razem do końca sezonu poprowadził ją w sześciu meczach Bundesligi. Potem wrócił do rezerw. Tymczasowym szkoleniowcem pierwszej drużyny został ponownie 29 września 2009 roku. 1 października 2009 roku poprowadził ją w przegranym 0:1 meczu Ligi Europejskiej ze Sportingiem CP. Dzień później przestał być trenerem Herthy.
W połowie 2010 roku Heine po raz kolejny zaczął prowadzić rezerwy Herthy.